# Pizzo Trevisina
Il Pizzo Trevisina (detto anche Piz Trevisina - 2.823 m s.l.m.) è una montagna delle Alpi di Livigno (nelle Alpi Retiche occidentali) che si trova sul confine tra l'Italia (Lombardia) e la Svizzera (Canton Grigioni).
Si trova tra la svizzera val Poschiavo e l'italiana Valgrosina occidentale.

## Salita alla vetta
Si può salire sulla vetta partendo da Sacco (1.617 m), località di Grosio.